# Cua sốt tiêu đen
Cua sốt tiêu đen (Black pepper crab) là một món ăn trong ẩm thực Singapore có nguyên liệu từ cua với nước sốt tiêu đen, là một trong hai món ăn cua phổ biến nhất được phục vụ trong ẩm thực Singapore, món kia là cua sốt ớt. Món cua sốt tiêu đen được làm từ cua lột và sốt với tiêu đen nhưng không giống như các món cua sốt ớt phổ biến khác, món này không được nấu trong nước sốt nên có độ sệt khô. Việc trộn cua sốt tiêu với nước sốt mít tươi đang trở nên rất phổ biến. Việc sáng tạo ra món cua sốt tiêu đen của Singapore là do Nhà hàng Hải sản Long Beach ra mắt vào năm 1959.
Một phần ăn thông thường đủ cho 3–4 người ăn sẽ có một con cua lớn thấm đẫm vị cay, ngọt, mặn đậm đà từ sốt cà chua, tiêu và gạch cua béo ngậy. Món này thường ăn kèm thêm vài chiếc bánh bao trắng để chấm kèm với sốt như một sự kết hợp khá thú vị nhất là khi cắn ngập răng món thịt cua chắc ngọt. Món cua đen sốt tiêu ngon nhất là khi ăn nóng, nếu để nguội thì món ăn sẽ tanh và giảm đi vị đậm đà cũng như mùi thơm hấp dẫn của món ăn. Ngoài ra, xét về vị, tuy cũng là cay nồng nhưng cái cay của tiêu đen hoàn toàn khác vị cay của cua xốt ớt, chỉ cay ngay khi ăn vào nhưng rất nhanh lại dịu đi chỉ còn vị cua tươi ngọt, thấm vị đậm đà, sốt tiêu cay thơm. Cua sốt tiêu đen ngon bổ dưỡng có chứa một hàm lượng protein và calci trong nguyên liệu cua.